# Superintendent Chalmers
Superintendent Chalmers er en figur i tv-serien The Simpsons. Chalmers er Seymour Skinners overordede og kommer altid til inspektion på Springfield Elementary på uheldige tidspunkter.